# دالیان ۳۱۸۷
سیارک ۳۱۸۷ (به انگلیسی: 3187 Dalian، نامگذاری:1977TO3) سه هزار و صد و هشتاد و هفتمین سیارک کشف شده‌است که در ۱۰ اکتبر ۱۹۷۷ کشف شد.
قدر مطلق سیارک برابر ۱۳٫۷۰ است.